# Alois Cetkovský
Alois Cetkovský (Prostějov, 1908. szeptember 5. – Karviná, 1987. november 13.) világbajnoki bronzérmes, Európa-bajnok és Európa-bajnoki ezüst- és bronzérmes csehszlovák válogatott cseh jégkorongozó, edző, olimpikon.
Pályafutását LHK Jestřábi Prostějovban kezdte 1926-ban. 1933-ban átigazolt a LTC Prahába. 1937-ben és 1938-ban országos bajnok lett. A második világháború előtt visszaigazolt a LHK Jestřábi Prostějovba. 1955 és 1963 között a HC Olomouc edzője volt
Az 1936. évi téli olimpiai játékokon játszott a jégkorongtornán a csehszlávok csapatban. A C csoportból úgy jutottak tovább, hogy még gólt sem kaptak. A nyolcaddöntőben két négyes csoport volt, ők a B-be kerültek és innen másodikként jutottak tovább. Csak az amerikai válogatott tudta őket megverni 2–0-ra. A végső négyes döntőben mindhárom ellenfelüktől kikaptak (Kanada, Nagy-Britannia, USA) és végül csak negyedikek lettek. Öt mérkőzésen játszott és nem ütött gólt. Az olimpia Európa-bajnokságnak is számított, így ezüstérmet nyert.
Játszott az utolsó hivatalos Európa-bajnokságon, 1932-ben és az 5. helyen végeztek.
Hat világbajnokságon is részt vett. Az 1933-ason, 1934-esen, az 1935-ösön, az 1937-esen, az 1938-ason és az 1939-esen. Az 1933-ason és az 1938-ason bronzérmes lett, és ezek a világbajnokságok akkor még jégkorong-Európa-bajnokságnak is számítottak, így az 1933-ason Európa-bajnok lett, 1934-esről 1935-ösről egy-egy bronzéremmel térhetett haza, az 1938-asról és az 1939-esről pedig ezüstéremmel.